# Opius nimifactus
Opius nimifactus är en stekelart som beskrevs av Fischer 1979. Opius nimifactus ingår i släktet Opius och familjen bracksteklar. Inga underarter finns listade i Catalogue of Life.